# Mistrzostwa Świata w Lekkoatletyce 1983 – bieg na 1500 m mężczyzn

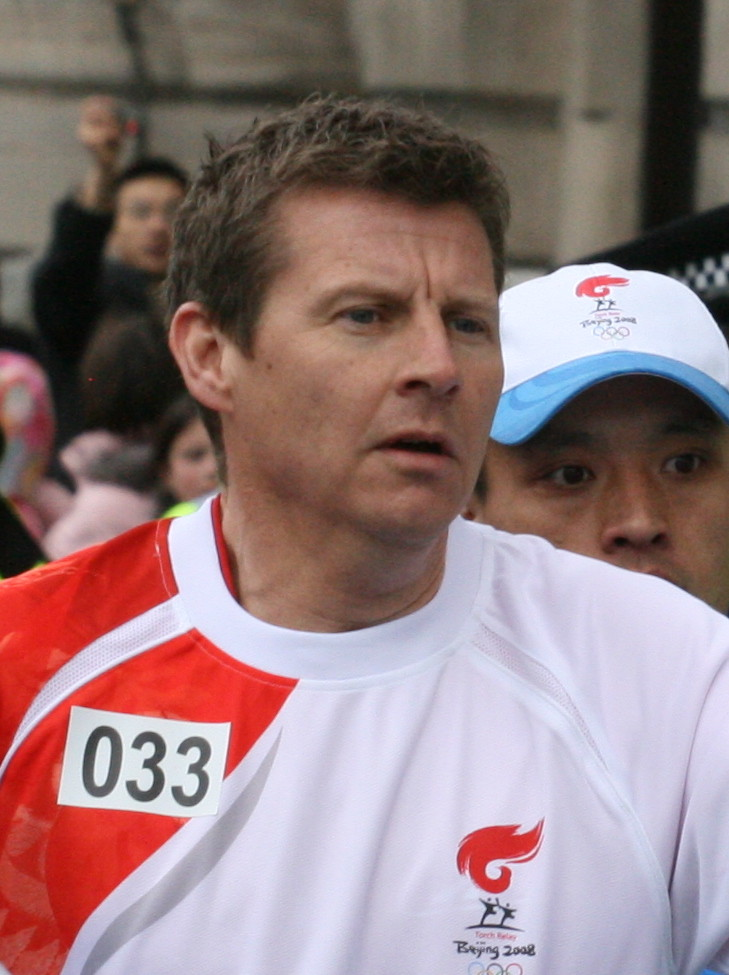
Mistrz świata Steve Cram

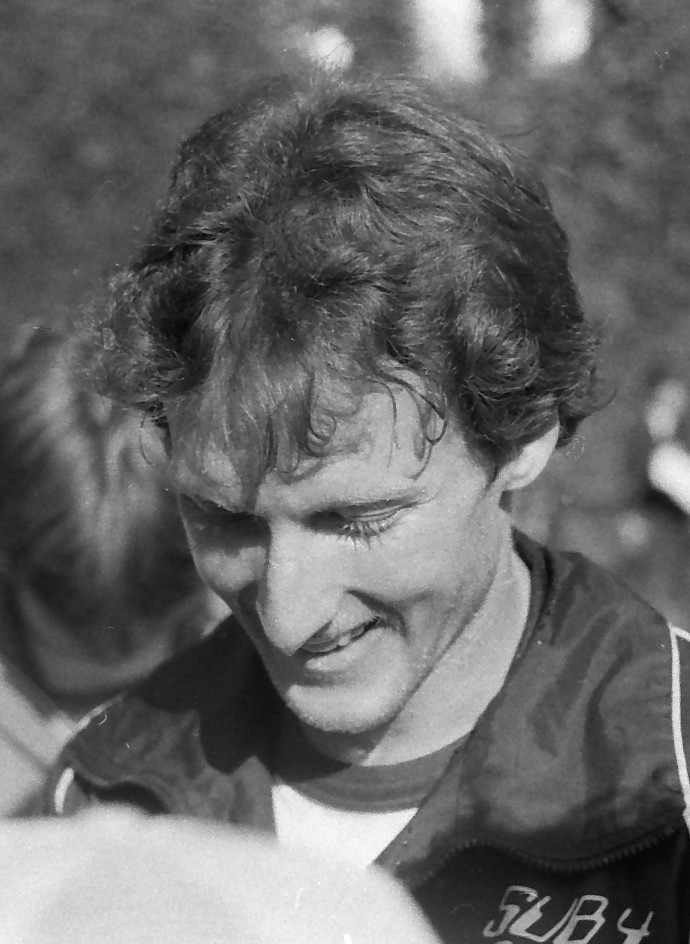
Wicemistrz świata Steve Scott

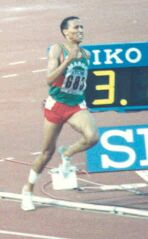
Brązowy medalista Saïd Aouita

Bieg na 1500 metrów mężczyzn – jedna z konkurencji biegowych rozgrywanych podczas lekkoatletycznych mistrzostw świata na Stadionie Olimpijskim w Helsinkach.

## Terminarz
| Data        |            |
| ----------- | ---------- |
| 12 sierpnia | Eliminacje |
| 13 sierpnia | Półfinały  |
| 14 sierpnia | Finał      |

## Rekordy
|               | Zawodnik    | Wynik   | Miejsce   | Data                  |
| ------------- | ----------- | ------- | --------- | --------------------- |
| Rekord świata | Steve Ovett | 3:31,36 | Koblencja | 27 sierpnia 1980(dts) |

## Wyniki

### Eliminacje
Rozegrano cztery biegi eliminacyjne. Z każdego biegu czterech najlepszych zawodników automatycznie awansowało do półfinałów (Q). Skład półfinalistów miało uzupełnić ośmiu najszybszych średniodystansowców spoza pierwszej czwórki ze wszystkich biegów eliminacyjnych. Ponieważ dwóch zawodników uzyskało ten sam czas (ósmy i dziewiąty), do półfinałów dopuszczono dziewięciu biegaczy (q).

### Bieg 1
| Poz. | Imię i nazwisko      | Reprezentacja     | Wynik   | Uwagi |
| ---- | -------------------- | ----------------- | ------- | ----- |
| 1    | Pierre Délèze        | Szwajcaria        | 3:42,28 | Q     |
| 2    | Sydney Maree         | Stany Zjednoczone | 3:43,13 | Q     |
| 3    | Uwe Becker           | RFN               | 3:43,18 | Q     |
| 4    | Ray Flynn            | Irlandia          | 3:43,27 | Q     |
| 5    | João Campos          | Portugalia        | 3:43,44 |       |
| 6    | Kipkoech Cheruiyot   | Kenia             | 3:43,58 |       |
| 7    | Nikołaj Kirow        | ZSRR              | 3:43,77 |       |
| 8    | Jan Persson          | Szwecja           | 3:43,83 |       |
| 9    | Dave Reid            | Kanada            | 3:45,08 |       |
| 10   | Mohamed Neji Henkiri | Tunezja           | 3:45,90 |       |
| 11   | Jama Aden            | Somalia           | 3:46,87 |       |
| 12   | Tisbite Rakotoarisoa | Madagaskar        | 3:52,91 |       |
| 13   | Luis Munguía         | Nikaragua         | 4:02,06 |       |

### Bieg 2
| Poz. | Imię i nazwisko  | Reprezentacja   | Wynik   | Uwagi |
| ---- | ---------------- | --------------- | ------- | ----- |
| 1    | Steve Cram       | Wielka Brytania | 3:40,17 | Q     |
| 2    | Saïd Aouita      | Maroko          | 3:40,39 | Q     |
| 3    | Frank O’Mara     | Irlandia        | 3:40,53 | Q     |
| 4    | John Walker      | Nowa Zelandia   | 3:40,67 | Q     |
| 5    | Piotr Kurek      | Polska          | 3:40,96 | q     |
| 6    | Niels Kim Hjorth | Dania           | 3:41,29 | q     |
| 7    | Peter Wirz       | Szwajcaria      | 3:41,69 |       |
| 8    | Philippe Dien    | Francja         | 3:43,15 |       |
| 9    | Spiros Spiru     | Grecja          | 3:43,94 |       |
| 10   | Paul Rugut       | Kenia           | 3:46,00 |       |
| 11   | Jimmy Igohe      | Tanzania        | 3:48,58 |       |
| 12   | Charlie Oliver   | Wyspy Salomona  | 4:18,24 |       |
| –    | Mehdi Aidet      | Algieria        | DNS     |       |

### Bieg 3
| Poz. | Imię i nazwisko       | Reprezentacja     | Wynik   | Uwagi |
| ---- | --------------------- | ----------------- | ------- | ----- |
| 1    | Andreas Busse         | NRD               | 3:38,65 | Q     |
| 2    | Steve Ovett           | Wielka Brytania   | 3:39,00 | Q     |
| 3    | Dragan Zdravković     | Jugosławia        | 3:39,18 | Q     |
| 4    | Jan Kubista           | Czechosłowacja    | 3:39,20 | Q     |
| 5    | Tom Byers             | Stany Zjednoczone | 3:39,41 | q     |
| 6    | Eddy Stevens          | Belgia            | 3:39,77 | q     |
| 7    | Stefano Mei           | Włochy            | 3:39,93 | q     |
| 8    | José Luis González    | Hiszpania         | 3:41,29 | q     |
| 9    | Pascal Thiébaut       | Francja           | 3:41,51 |       |
| 10   | Amar Brahmia          | Algieria          | 3:42,75 |       |
| 11   | Omer Khalifa          | Sudan             | 3:48,23 |       |
| 12   | John Chappory         | Gibraltar         | 3:56,92 |       |
| 13   | Jean-Marie Rudasinqwa | Rwanda            | 3:57,49 |       |

### Bieg 4
| Poz. | Imię i nazwisko      | Reprezentacja     | Wynik   | Uwagi |
| ---- | -------------------- | ----------------- | ------- | ----- |
| 1    | Steve Scott          | Stany Zjednoczone | 3:37,87 | Q     |
| 2    | José Manuel Abascal  | Hiszpania         | 3:38,06 | Q     |
| 3    | Claudio Patrignani   | Włochy            | 3:38,35 | Q     |
| 4    | Graham Williamson    | Wielka Brytania   | 3:38,99 | Q     |
| 5    | Abderrahmane Morceli | Algieria          | 3:39,77 | q     |
| 6    | Robert Nemeth        | Austria           | 3:39,93 | q     |
| 7    | Mike Boit            | Kenia             | 3:40,06 | q     |
| 8    | Antti Loikkanen      | Finlandia         | 3:44,47 |       |
| 9    | Sermet Timurlenk     | Turcja            | 3:46,74 |       |
| 10   | Mohammed Darwish     | Irak              | 3:50,04 |       |
| 11   | Ibrahim Malallah     | Katar             | 3:52,05 |       |
| 12   | Masini Situ-Kubanza  | Zair              | 4:06,44 |       |
| 13   | Sekou Camara         | Gwinea            | 4:08,46 |       |

### Półfinały
Rozegrano dwa biegi półfinałowe. Z każdego biegu czterech najlepszych zawodników awansowało do finału (Q). Skład finalistów uzupełniło czterech zawodników spośród pozostałych z najlepszymi czasami (q).

### Bieg 1
| Poz. | Imię i nazwisko      | Reprezentacja     | Wynik   | Uwagi |
| ---- | -------------------- | ----------------- | ------- | ----- |
| 1    | Steve Scott          | Stany Zjednoczone | 3:36,43 | Q     |
| 2    | Saïd Aouita          | Maroko            | 3:36,43 | Q     |
| 3    | Jan Kubista          | Czechosłowacja    | 3:37,12 | Q     |
| 4    | Uwe Becker           | RFN               | 3:37,27 | Q     |
| 5    | Andreas Busse        | NRD               | 3:37,54 | q     |
| 6    | José Luis González   | Hiszpania         | 3:38,77 |       |
| 7    | Niels Kim Hjorth     | Dania             | 3:39,75 |       |
| 8    | Abderrahmane Morceli | Algieria          | 3:39,88 |       |
| 9    | Stefano Mei          | Włochy            | 3:41,78 |       |
| 10   | Graham Williamson    | Wielka Brytania   | 3:45,84 |       |
| 11   | Frank O’Mara         | Irlandia          | 3:47,10 |       |
| –    | Robert Nemeth        | Austria           | DNF     |       |

### Bieg 2
| Poz. | Imię i nazwisko     | Reprezentacja     | Wynik   | Uwagi |
| ---- | ------------------- | ----------------- | ------- | ----- |
| 1    | Steve Cram          | Wielka Brytania   | 3:35,77 | Q     |
| 2    | Steve Ovett         | Wielka Brytania   | 3:36,26 | Q     |
| 3    | José Manuel Abascal | Hiszpania         | 3:36,35 | Q     |
| 4    | Pierre Délèze       | Szwajcaria        | 3:36,37 | Q     |
| 5    | John Walker         | Nowa Zelandia     | 3:36,52 | q     |
| 6    | Dragan Zdravković   | Jugosławia        | 3:37,31 | q     |
| 7    | Mike Boit           | Kenia             | 3:37,75 | q     |
| 8    | Claudio Patrignani  | Włochy            | 3:38,36 |       |
| 9    | Sydney Maree        | Stany Zjednoczone | 3:38,65 |       |
| 10   | Piotr Kurek         | Polska            | 3:39,54 |       |
| 11   | Ray Flynn           | Irlandia          | 3:40,26 |       |
| 12   | Eddy Stevens        | Belgia            | 3:42,63 |       |
| 13   | Tom Byers           | Stany Zjednoczone | 3:43,97 |       |

### Finał
| Poz. | Imię i nazwisko     | Reprezentacja     | Wynik    |
| ---- | ------------------- | ----------------- | -------- |
| 1    | Steve Cram          | Wielka Brytania   | 3:41,59  |
| 2    | Steve Scott         | Stany Zjednoczone | 3:41,87  |
| 3    | Saïd Aouita         | Maroko            | 3:42,02  |
| 4    | Steve Ovett         | Wielka Brytania   | 3:42,34  |
| 5    | José Manuel Abascal | Hiszpania         | 3:42,47  |
| 6    | Pierre Délèze       | Szwajcaria        | 3:43,69  |
| 7    | Andreas Busse       | NRD               | 3:43,72  |
| 8    | Dragan Zdravković   | Jugosławia        | 3:43,75  |
| 9    | John Walker         | Nowa Zelandia     | 3:44,247 |
| 10   | Jan Kubista         | Czechosłowacja    | 3:44,30  |
| 11   | Uwe Becker          | RFN               | 3:45,09  |
| 12   | Mike Boit           | Kenia             | 3:46,46  |